# Loi de clémence
 (mai 2019).
Si vous disposez d'ouvrages ou d'articles de référence ou si vous connaissez des sites web de qualité traitant du thème abordé ici, merci de compléter l'article en donnant les références utiles à sa vérifiabilité et en les liant à la section « Notes et références ».
La loi de clémence (arabe : قانون الرحمة, qanoun ar-rahma) est une loi algérienne adoptée le 25 février 1995 sous la présidence de Liamine Zéroual, qui amnistie les islamistes ayant choisi de déposer les armes dans la guerre civile en cours depuis 1992.

## Contexte
Pendant la guerre civile algérienne, le gouvernement a tenté de réinsérer dans la vie normale un nombre croissant d'islamistes repentis, des jeunes ayant été engagés dans le mouvement islamiste armé.
Le gouvernement algérien a tenté de profiter des divisions entre le GIA et l'AIS, et a offert des sentences commuées et la protection de l'État aux personnes repenties.